# 納維德·阿什拉夫
納維德·阿什拉夫是巴基斯坦海軍軍官，現任海軍參謀長（自2023年10月7日起接替阿姆賈德·汗·尼亞齊上將）。他也負責巴基斯坦海軍的人事訓練。还曾擔任巴基斯坦海軍學院指揮官、巴基斯坦國防大學副校長、學院海軍部部長，以及海軍行政參謀部副主任等職。

## 履歷
阿什拉夫毕业于美國海軍戰爭學院、巴基斯坦國防大學和英國皇家國防究学院，获得了軍事教育和訓練學位。他于1989年進入巴基斯坦海軍服役。除了担任巴基斯坦海军学院指挥官外，他还指揮包括第18和25驅逐艦中队。他先後被任命为美國海軍中央司令部150特遣隊的參謀長、巴基斯坦國防大學首席教官、旗語訓練的上尉教官、在2020年升任巴基斯坦海軍副總參謀長（參謀長是阿姆賈德·汗·尼亞齊將軍）。2023年10月3日，阿什拉夫升為海軍上將，並將在10月7日接任巴基斯坦海軍參謀長一職，任期至2026年10月7日。